# Leichtathletik-Europameisterschaften 1950/200 m der Frauen

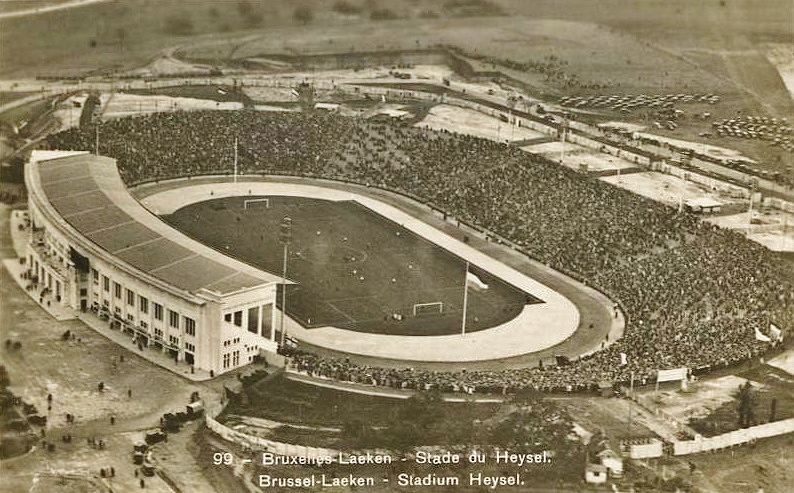
Das Brüsseler Heysel-Stadion in einer Luftaufnahme von 1935

Der 200-Meter-Lauf der Frauen bei den Leichtathletik-Europameisterschaften 1950 wurde am 26. und 27. August 1950 im Heysel-Stadion der belgischen Hauptstadt Brüssel ausgetragen.
Europameisterin wurde die Niederländerin Fanny Blankers-Koen, die damit nach ihren Siegen über 100 Meter und 80 Meter Hürden ihren dritten Titel bei diesen Europameisterschaften und ihren fünften EM-Titel insgesamt errang. Auf den zweiten Platz kam wie schon über 100 Meter Jewgenija Setschenowa aus der UdSSR. Bronze ging an die Britin Dorothy Hall.

## Bestehende Rekorde
| Weltrekord           | 23,6 s | Stanisława Walasiewicz | Warschau, Polen                                   | 4. August 1935     |
| Europarekord         | 23,6 s | Stanisława Walasiewicz | Warschau, Polen                                   | 4. August 1935     |
| Meisterschaftsrekord | 23,8 s | Stanisława Walasiewicz | EM in Wien, damals Deutschland (heute Österreich) | 18. September 1938 |

Der seit den ersten Europameisterschaften im Jahr 1938 für Frauen bestehende EM-Rekord blieb auch bei diesen Europameisterschaften unangetastet. Die niederländische Europameisterin Fanny Blankers-Koen erzielte im Finale mit 24,0 s bei einem Gegenwind von 0,6 m/s die schnellste Zeit, womit sie den Rekord um nur zwei Zehntelsekunden verpasste. Zum Europa-, gleichzeitig Weltrekord, fehlten ihr vier Zehntelsekunden.

## Vorrunde
26. August 1950
Die Vorrunde wurde in drei Läufen durchgeführt. Die ersten beiden Athletinnen pro Lauf – hellblau unterlegt – qualifizierten sich für das Halbfinale.

### Vorlauf 1
Wind: +1,9 m/s
| Platz | Name                | Nation         | Zeit (s) |
| ----- | ------------------- | -------------- | -------- |
| 1     | Fanny Blankers-Koen | Niederlande    | 24,5     |
| 2     | Soja Duchowitsch    | Sowjetunion    | 25,2     |
| 3     | Margaret Brian      | Großbritannien | 25,4     |
| 4     | Micaela Bora        | Italien        | 26,3     |
| 5     | Mira Tuce           | Jugoslawien    | 26,5     |

### Vorlauf 2

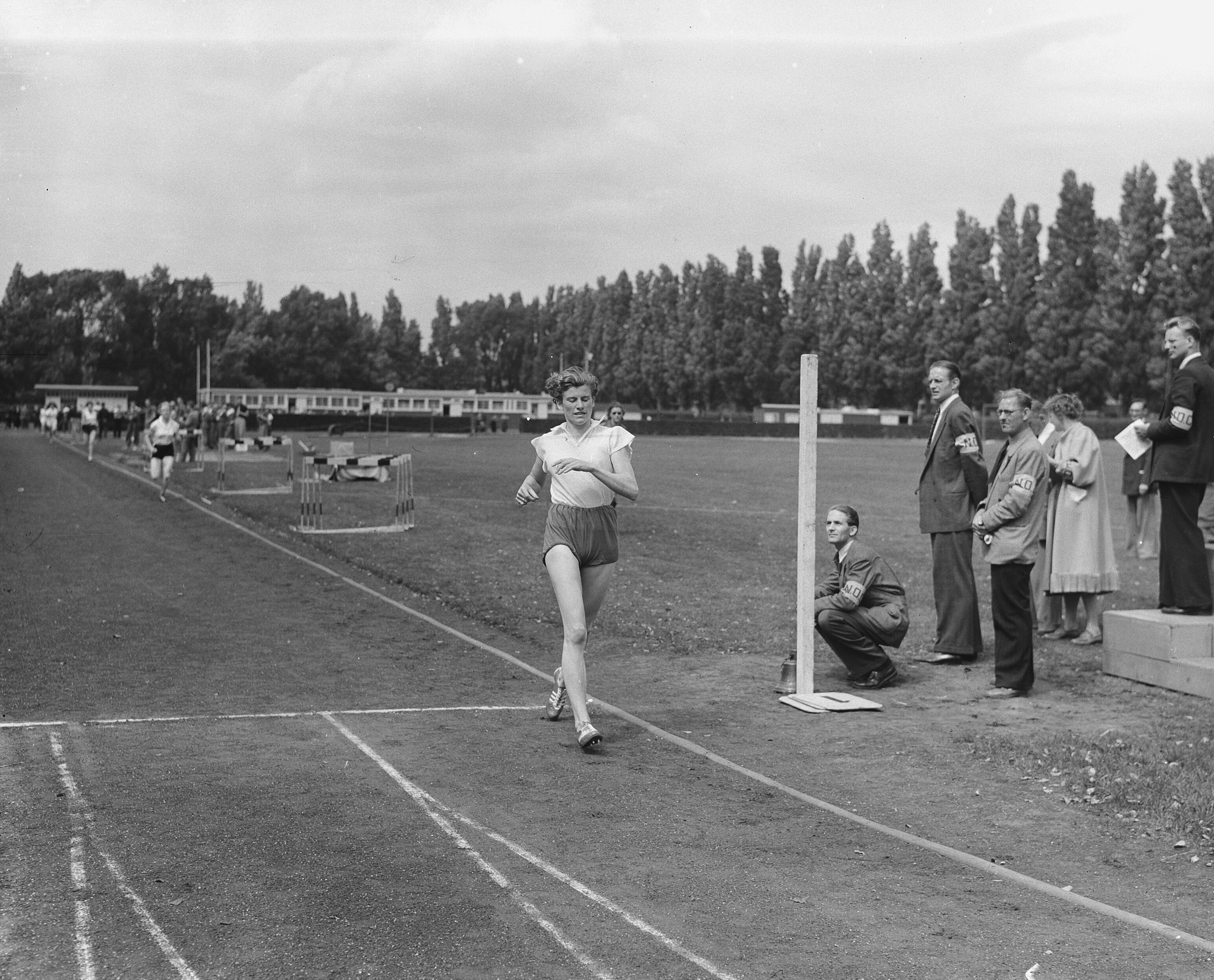
Grietje de Jonghs (hier als Siegerin eines 800-Meter-Rennens im Jahr 1953) dritter Platz im zweiten Vorlauf reichte nicht für die Finalteilnahme

Wind: +0,3 m/s
| Platz | Name             | Nation         | Zeit (s) |
| ----- | ---------------- | -------------- | -------- |
| 1     | Dorothy Hall     | Großbritannien | 24,6     |
| 2     | Sofja Malschina  | Sowjetunion    | 25,0     |
| 3     | Grietje de Jongh | Niederlande    | 25,3     |
| 4     | Rosine Faugouin  | Frankreich     | 25,7     |

### Vorlauf 3
Wind: +0,8 m/s
| Platz | Name                  | Nation         | Zeit (s) |
| ----- | --------------------- | -------------- | -------- |
| 1     | Jewgenija Setschenowa | Sowjetunion    | 25,0     |
| 2     | Bertha Brouwer        | Niederlande    | 25,1     |
| 3     | Elspeth Hay           | Großbritannien | 25,5     |
| 4     | Laura Sivi            | Italien        | 25,6     |
| 5     | Alma Butja            | Jugoslawien    | 26,8     |

## Finale

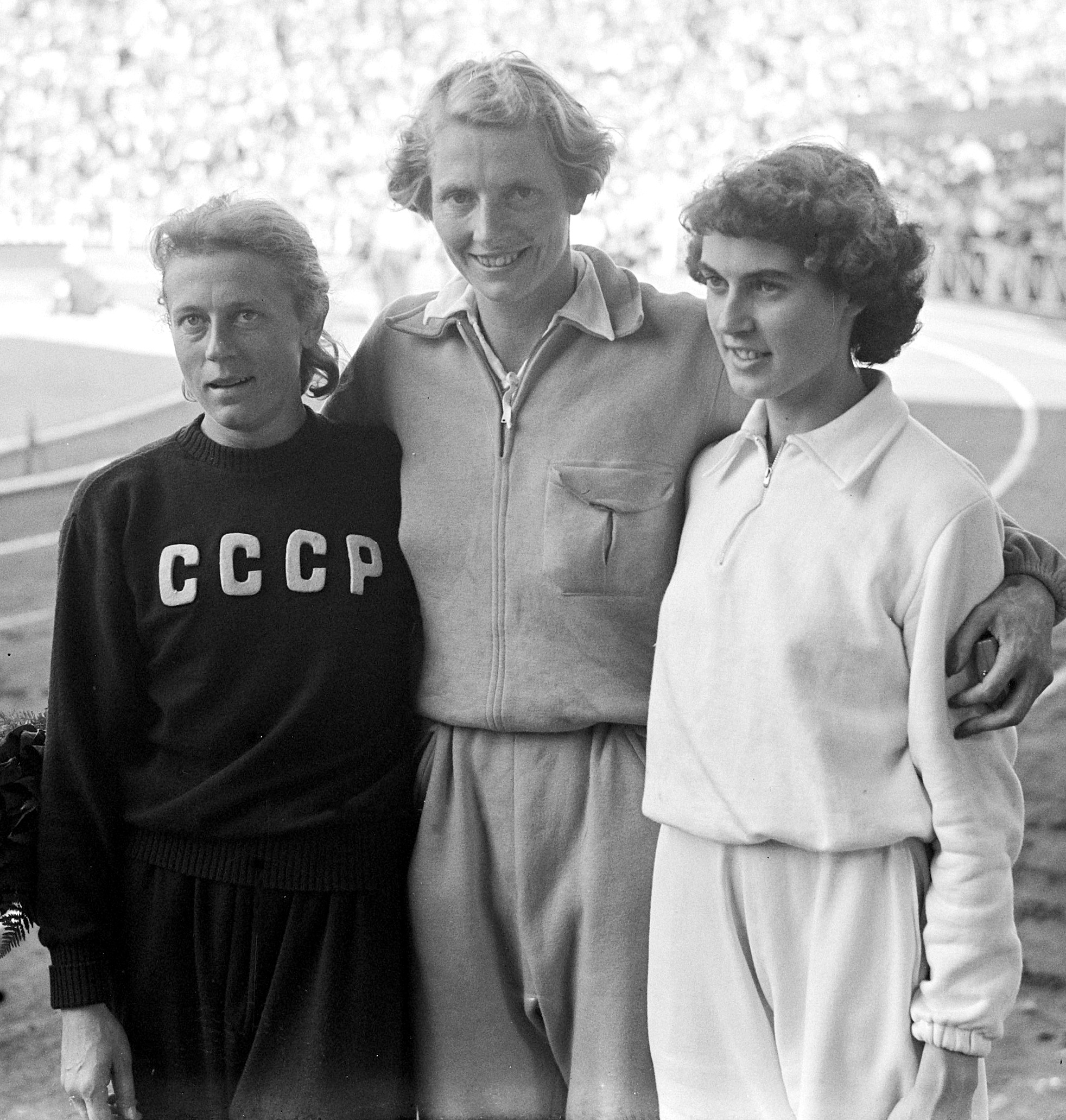
Die Medaillengewinnerinnen über 200 Meter (v. l. n. r.): Jewgenija Setschenowa, Fanny Blankers-Koen, Dorothy Hall
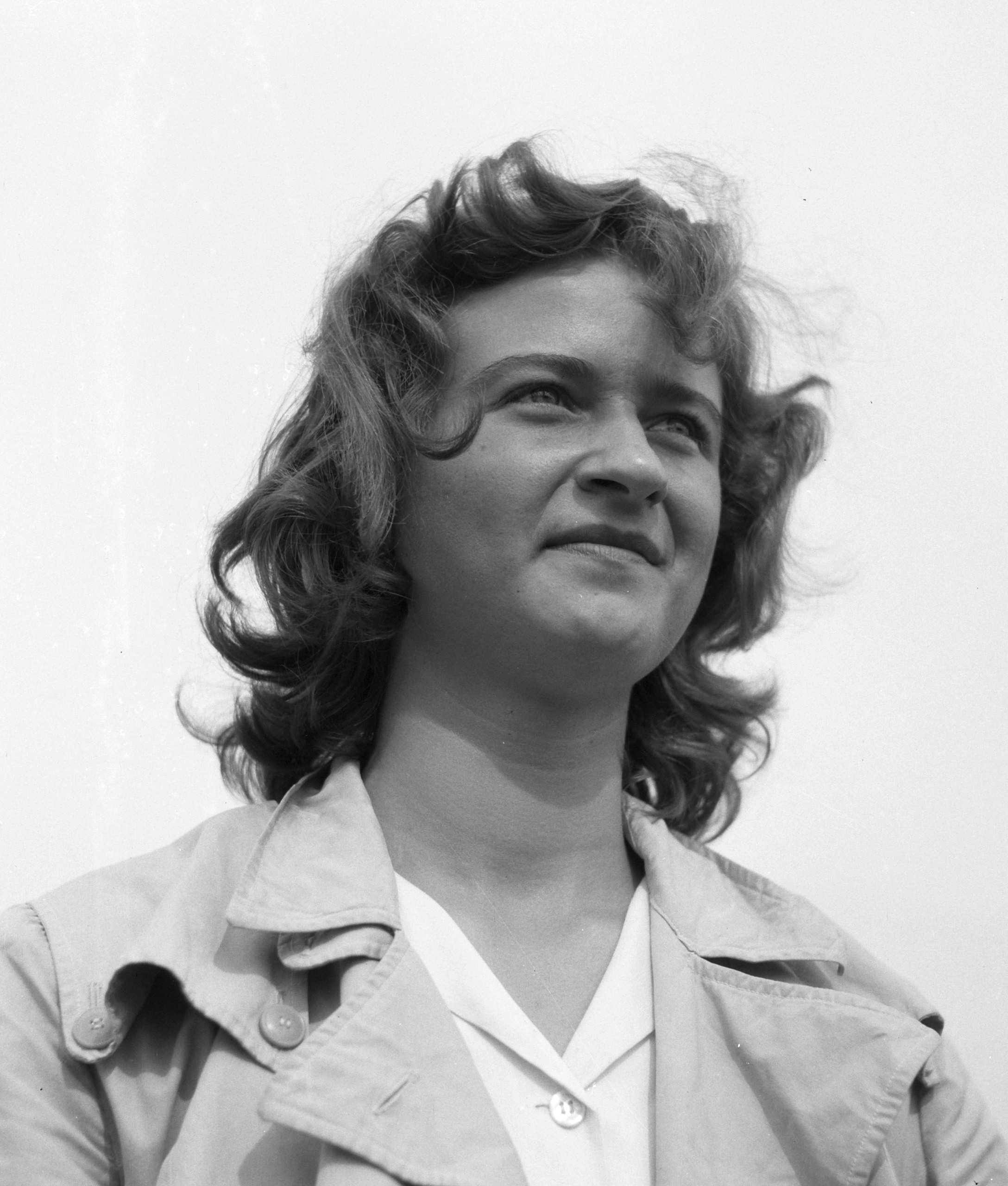
Bertha Brouwer erreichte Platz fünf

27. August 1950
Wind: −0,6 m/s
| Platz | Name                  | Nation         | Zeit (s) |
| ----- | --------------------- | -------------- | -------- |
| 1     | Fanny Blankers-Koen   | Niederlande    | 24,0     |
| 2     | Jewgenija Setschenowa | Sowjetunion    | 24,8     |
| 3     | Dorothy Hall          | Großbritannien | 25,0     |
| 4     | Sofja Malschina       | Sowjetunion    | 25,0     |
| 5     | Bertha Brouwer        | Niederlande    | 25,0     |
| 6     | Soja Duchowitsch      | Sowjetunion    | 25,5     |